# Longlaville
Longlaville (luxemburgisch Longsduerf, deutsch Longsdorf) ist eine französische Gemeinde mit 2373 Einwohnern (Stand 1. Januar 2022) im Département Meurthe-et-Moselle in der Region Grand Est. Sie gehört zum Arrondissement Val-de-Briey und ist Mitglied im Gemeindeverband Grand Longwy Agglomération. Die Bewohner werden Longlavillois und Longlavilloises genannt.

## Geografie
Die Gemeinde Longlaville liegt unmittelbar nordöstlich von Longwy an der Grenze zu Luxemburg. Das Gemeindegebiet erstreckt sich entlang der Chiers, einem Maas-Nebenfluss. Das Chierstal (deutsch: Korntal) ist im Bereich Longlaville fast 1000 m breit. Nach Südosten steigt das Gelände steil an und erreicht mit 391 m über dem Meer im Gemeindewald (Bois de Longlaville) seinen höchsten Punkt im Gemeindegebiet. Im Nordosten der Gemeinde, nahe der Grenze zu Luxemburg, befindet sich ein Steinbruch. Reste von Industriebrachen finden sich noch westlich und nördlich des Dorfes. Auf Teilen der ehemaligen Industriestandorte sind inzwischen neue mittelständische Betriebe angesiedelt worden.
Nachbargemeinden von Longlaville sind Pétange (Luxemburg) im Nordosten, Saulnes im Osten, Herserange im Süden, Longwy im Südwesten sowie Mont-Saint-Martin im Nordwesten.

## Geschichte
Von den verheerenden Zerstörungen des Dreißigjährigen Kriegs erholte sich das Gebiet um Longlaville nur sehr langsam. Aus den Jahren 1647 und 1649 gibt es Berichte über das verlassene Dorf und seine verödeten Ländereien.
1793 hieß das Dorf Long la Ville, das am 22. Juni 1810 mit Herserange vereinigt wurde Das Dorf hatte damals weniger als 200 Einwohner. Die Gemeinde Herserange-Longlaville existierte bis 1897, als Longlaville wieder selbständig wurde. Der Trennung, die aufgrund der rasanten Einwohnerentwicklung Longlavilles durch den Eisenerzbergbau erfolgte, war jahrelanger Streit um die Nutzung von Schulen, Kirche und Pfarrhaus vorausgegangen. 1906 hatte sich die Einwohnerzahl Longlavilles gegenüber 1810 mehr als verzehnfacht.
Prägend für Longlaville war lange die Eisenerzförderung und -verhüttung. Abgebaut wurde das eisenhaltige Minette-Gestein. Die Minette-Lagerstätte gehörte zu den bedeutendsten Eisenerzvorkommen der Erde. Die Reserven wurden auf 6 Milliarden Tonnen Erz geschätzt mit einem Eisengehalt von 1950 Millionen Tonnen. Der hohe Phosphorgehalt der Minette verhinderte lange Zeit den industriellen Abbau, der dann nach Einführung des Thomas-Verfahrens einsetzte. Nach dem Deutsch-Französischen Krieg von 1870/71 fielen Teile Lothringens an das Deutsche Reich. Dabei wurde die Grenze so festgelegt, dass große Teile des bekannten Minettevorkommens im nunmehr deutschen Elsaß-Lothringen lagen. Hierfür hatte sich unter anderem der Geologe Wilhelm Hauchecorne eingesetzt, der Mitglied der Grenzregulierungskommission war. Bohrungen in den 1880er Jahren ergaben, dass sich die Minettevorkommen weiter nach Westen erstreckten, als bislang angenommen und dabei mit zunehmender Tiefe an Mächtigkeit und Eisengehalt zunahmen. Bis 1909 entstanden so im französischen Teil Lothringens, insbesondere im Becken von Briey ebenfalls mehrere Bergwerke, die Minette im Schachtbetrieb förderten.
Mit der Errichtung des ersten Hochofens im Jahr 1880 begann eine lange Periode des Wachstums in Longlaville. Sie ging Anfang der 1980er Jahre zu Ende, als reihenweise Bergbau- und Stahlbetriebe wegen billiger Konkurrenz aus Übersee geschlossen wurden. Der Niedergang der Eisen- und Stahlindustrie in der Region Longwy ging mit anhaltenden Protesten einher. In den Jahren seit 1980 konnten langsam neue Industrien angesiedelt werden. So entstand in Longlaville an der Grenze zu Luxemburg das Industriegebiet Pôle de Développement Européen.

### Bevölkerungsentwicklung
| Jahr      | 1962 | 1968 | 1975 | 1982 | 1990 | 1999 | 2010 | 2021 |
| --------- | ---- | ---- | ---- | ---- | ---- | ---- | ---- | ---- |
| Einwohner | 3057 | 3355 | 2943 | 2625 | 2305 | 2377 | 2450 | 2374 |

Im Jahr 1931 wurde mit 4300 Bewohnern die bisher höchste Einwohnerzahl ermittelt. Die Zahlen basieren auf den Daten von cassini.ehess und INSEE.

## Wappen
Das Wappen zeigt rechts einen goldenen Fisch auf blauem Grund, eine Hälfte des Wappens der Herzöge von Bar, denen Longlaville einst unterstand. Links wird mit einem stilisierten Hochofen an die Industriegeschichte der Gemeinde erinnert. Longlaville führt dieses Wappen seit dem 24. Oktober 1967.

## Sehenswürdigkeiten

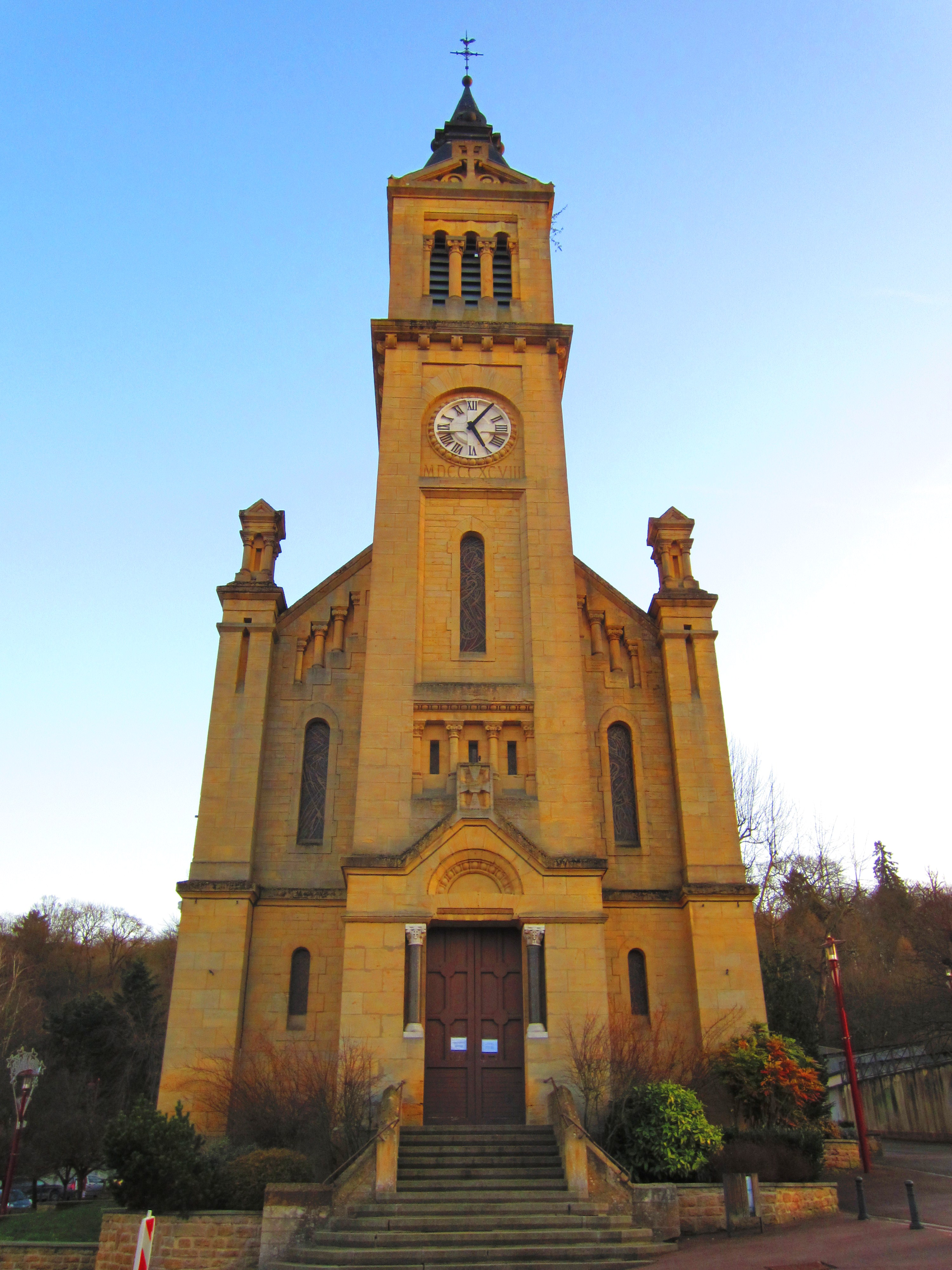
PfarrkircheSaint-Laurent

- Veranstaltungshalle Jean Ferrat für bis zu 800 Besucher im Park Duclos[6]
- Pfarrkirche Saint-Laurent, 1897/1898 anstelle einer baufälligen Kapelle errichtet
- Art-déco-Glasfenster im ehemaligen Verwaltungsgebäude des Stahlwerkes Longlaville

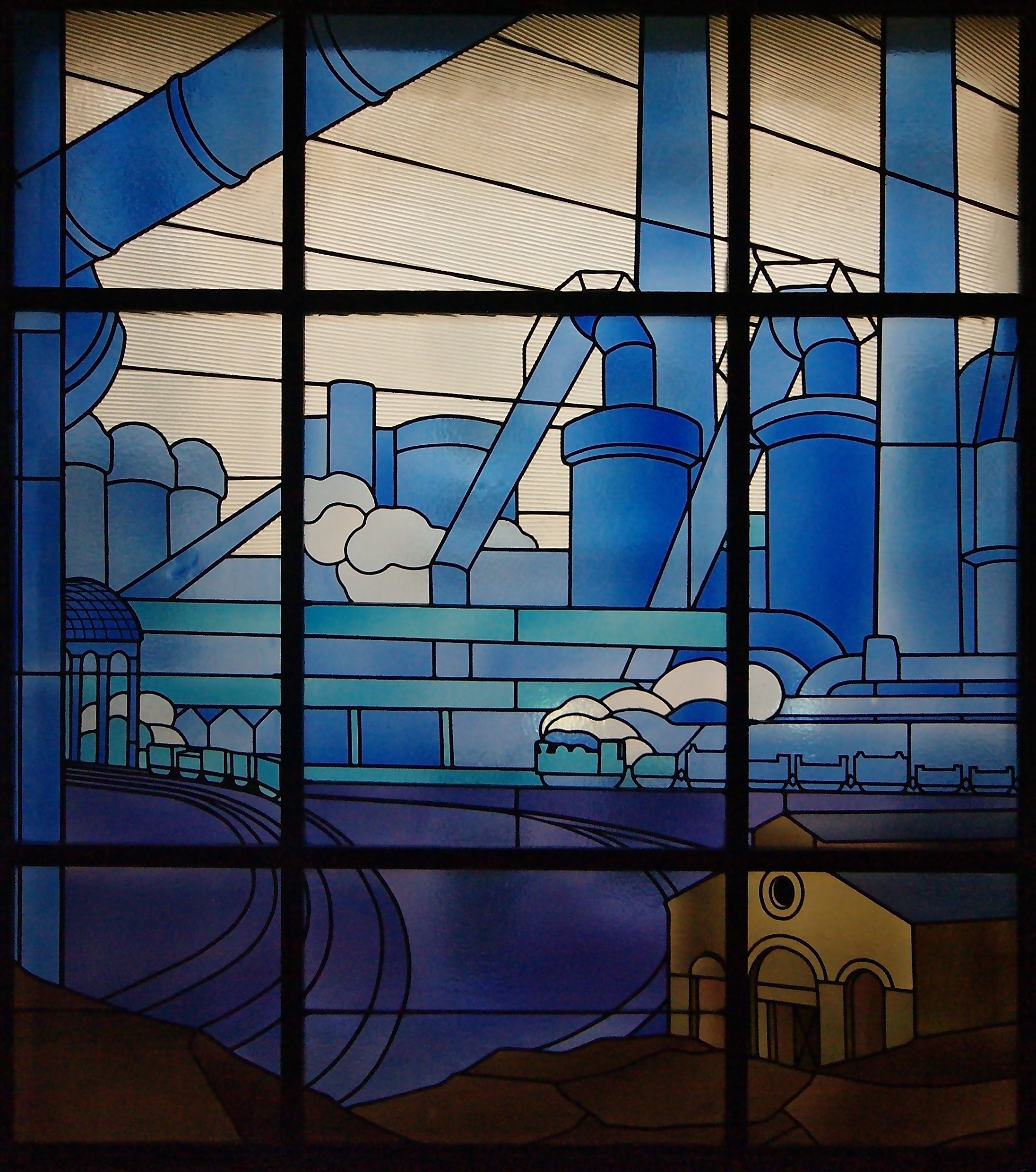
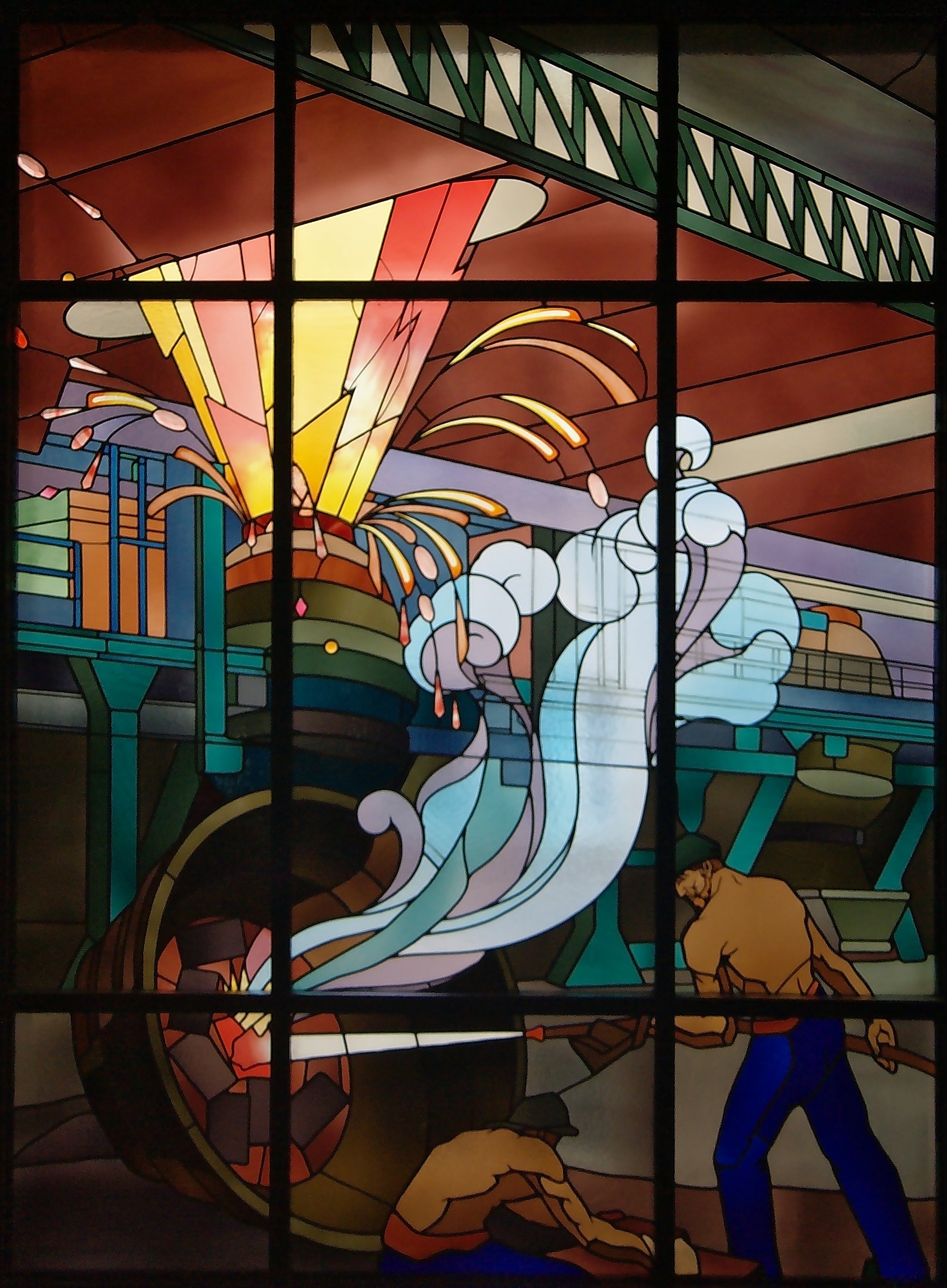
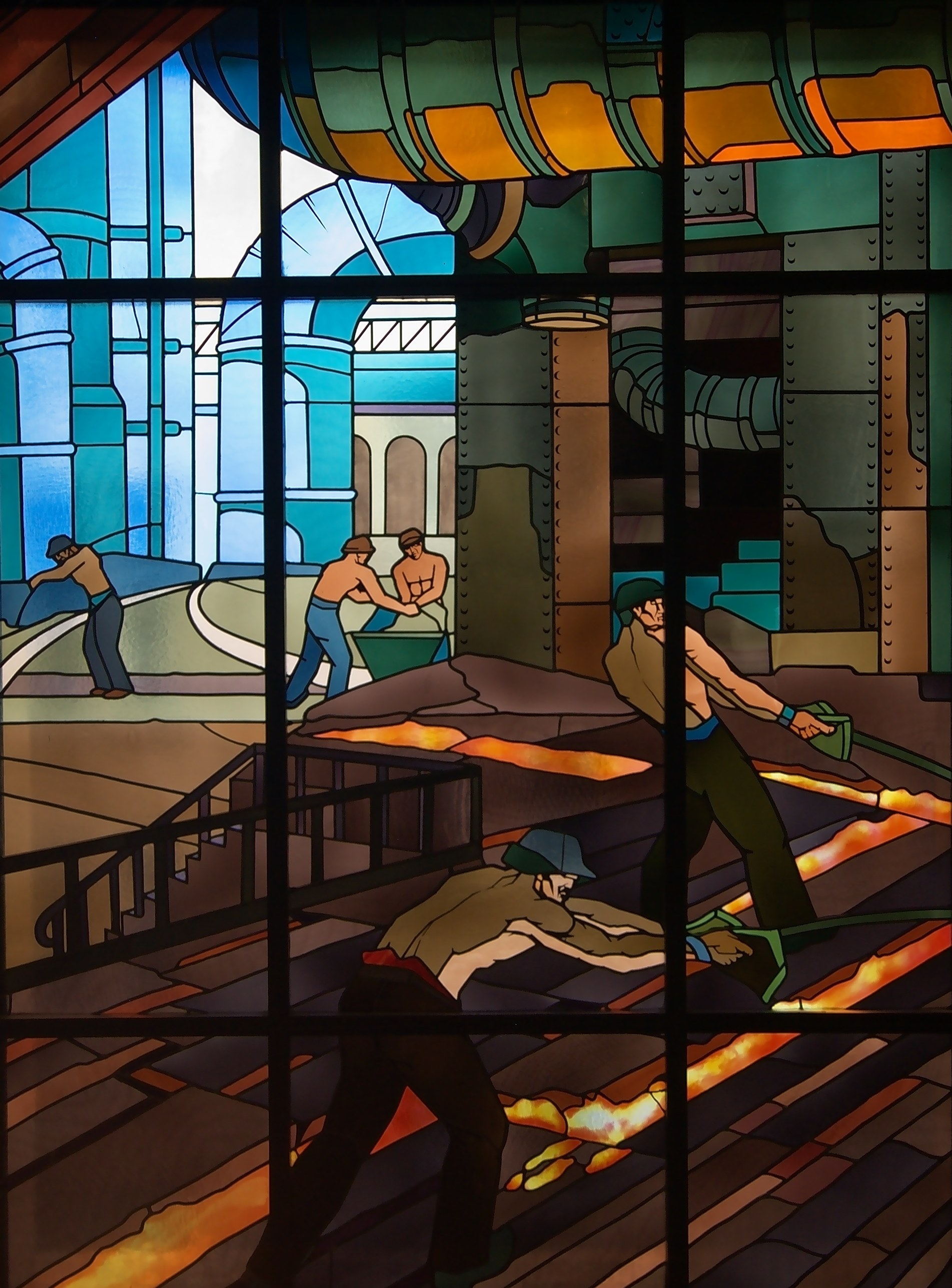
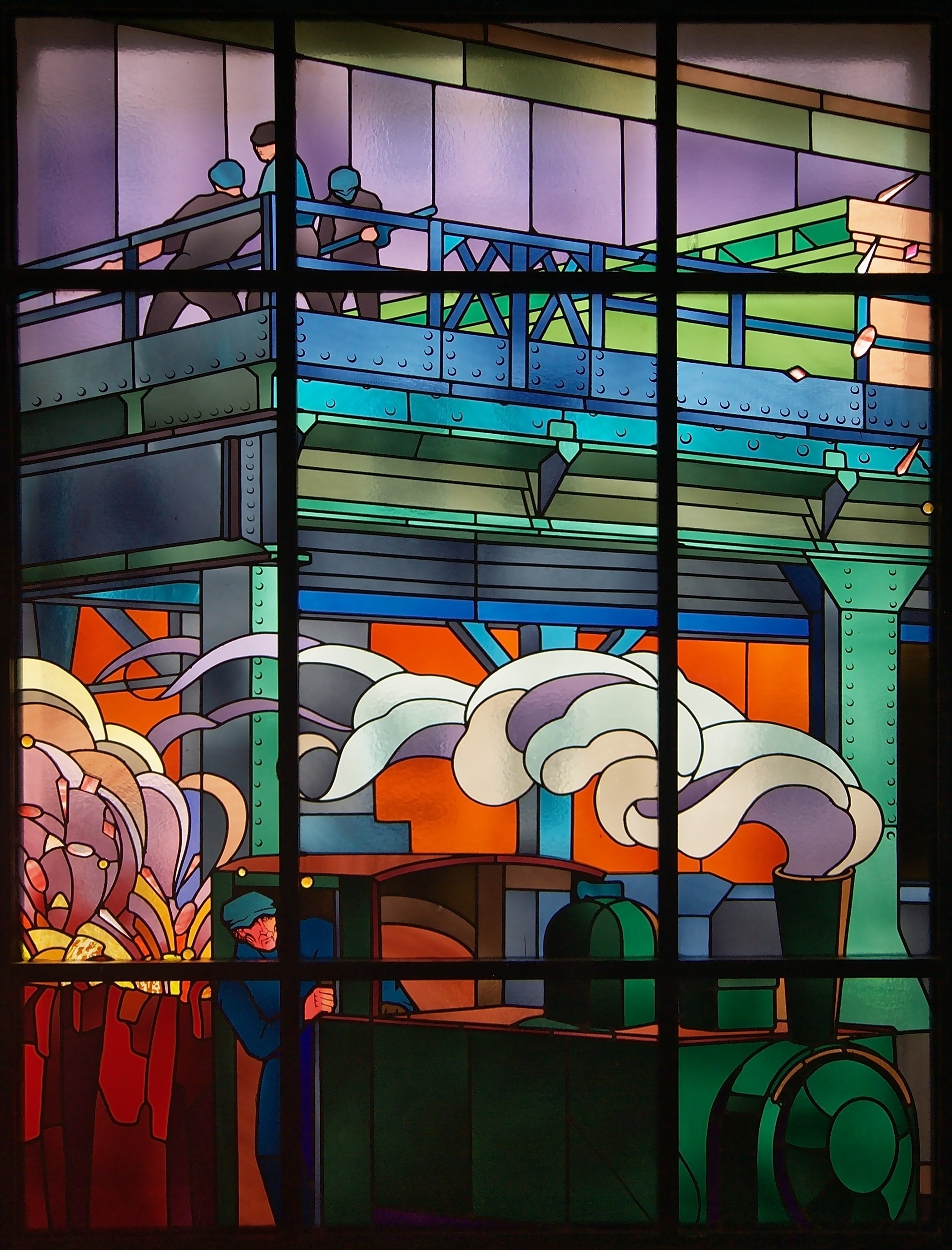

## Wirtschaft und Infrastruktur
In Longlaville gibt es drei Lebensmittelgeschäfte, zwei Bäckereien, zwei Elektrogerätegeschäfte, ein Schuhgeschäft, eine Buchhandlung, eine Metzgerei und ein Bekleidungsgeschäft.
Die Ausfahrt Longlaville an der zu zwei Dritteln fertiggestellten Autoroute A 30 ist die letzte vor der belgischen Grenze. Sie verbindet den Ballungsraum Longwy mit Metz und Thionville sowie dem belgischen Arlon. Weitere Straßenverbindungen bestehen nach Luxemburg (Gemeinde Pétange) sowie in die Nachbargemeinden Herserange und Mont-Saint-Martin. Der nächste Bahnhof befindet sich im drei Kilometer entfernten Longwy (Linie Longuyon–Athus).

## Belege
1. ↑  Helmut Frühauf: Eisenindustrie und Steinkohlenbergbau im Raum Neunkirchen / Saar. (=Forschungen zur deutschen Landeskunde, Band 217) Zentralausschuss für deutsche Landeskunde, Trier 1980, ISBN 3-88143-010-5, S. 56.
2. ↑  Wir sitzen hier auf einem Pulverfaß. In: Der Spiegel. Nr. 10, 1979 (online).
3. ↑  Longlaville auf cassini.ehess
4. ↑  Longlaville auf INSEE
5. ↑  Wappenbeschreibung auf genealogie-lorraine.fr
6. ↑  Une nouvelle salle de spectacle pour Longlaville. In: l’essentiel, 17. November 2011
7. ↑  Geschäfte auf annuaire-mairie.fr (französisch)